# Takamori (Nagano)
Takamori (高森町 Takamori-machi?) es un pueblo en la prefectura de Nagano, Japón, localizado en la parte central de la isla de Honshū, en la región de Chūbu. El 1 de marzo de 2021 tenía una población estimada de 12 650 habitantes y una densidad de población de 279 personas por km².

## Geografía
Takamori se encuentra en el sur montañoso de la prefectura de Nagano, en un valle formado por el río Tenryu entre las montañas Kiso y las montañas Akaishi.

## Historia
El área del actual Takamori era parte de la antigua provincia de Shinano. El pueblo moderno se estableció el 1 de julio de 1956 por la fusión de las villas de Ichida y Yamabuki.

## Economía
Takamori es tradicionalmente conocido por su producción de caquis. Yokohama Rubber Company tiene una planta en Takamori.

## Demografía
Según los datos del censo japonés, la población de Takamori ha aumentado en los últimos 50 años.
| Gráfica de evolución demográfica de Takamori entre 1940 y 2015 |
|                                                                |
| Oficina de Estadísticas de Japón                               |